# Rase umane
Rasele sunt o clasificare a oamenilor, bazată pe calități fizice sau sociale comune, în grupuri considerate în general distincte într-o anumită societate. Termenul a intrat în uzul comun pe parcursul secolului al XVI-lea, când era folosit cu referire la grupuri de diferite tipuri, inclusiv cele caracterizate prin relații de rudenie apropiată. Prin secolul al XVII-lea, termenul a început să se refere la trăsături fizice (fenotipice), iar apoi mai târziu la afilieri naționale. Știința modernă consideră rasa a fi un construct social⁠(d), o identitate⁠(d) care este atribuită pe baza regulilor stabilite de societate. Deși se bazează parțial pe asemănări fizice în cadrul grupurilor, rasa nu are un sens fizic sau biologic inerent. Conceptul de rasă este fundamental pentru rasism, credința că oamenii pot fi împărțiți pe baza superiorității unei rase față de alta.
Concepțiile sociale și grupările pe rase au variat de-a lungul timpului, implicând adesea taxonomii populare⁠(d) care definesc tipuri esențiale de indivizi pe baza trăsăturilor percepute. Oamenii de știință moderni consideră că asemenea esențialisme biologice sunt învechite și, în general, descurajează explicațiile rasiale pentru diferențierea colectivă atât în ce privește trăsăturile fizice, cât și pe cele comportamentale.
Chiar dacă există un consens științific larg conform căruia concepțiile esențialiste și tipologice despre rasă nu sunt valabile, oamenii de știință din întreaga lume continuă să conceptualizeze rasa în moduri foarte diferite. În timp ce unii cercetători continuă să folosească conceptul de rasă pentru a face distincții între mulțimi neclar definite de trăsături sau diferențe observabile de comportament, alții din comunitatea științifică⁠(d) sugerează că ideea de rasă este în mod inerent naivă sau simplistă. Alții susțin că, printre oameni, rasa nu are nicio semnificație taxonomică, deoarece toți oamenii care trăiesc astăzi aparțin aceleiași subspecii⁠(d), Homo sapiens sapiens⁠(d).
Din a doua jumătate a secolului al XX-lea, rasele au fost asociate cu teoriile discreditate ale rasismului științific⁠(d) și au început să fie văzute din ce în ce mai mult ca un sistem de clasificare în mare parte pseudoștiințific. Deși încă se folosesc în contexte generale, rasa a fost adesea înlocuită cu termeni mai puțin ambigui și/sau încărcați⁠(d): populații, popoare, grupuri etnice⁠(d) sau comunități, în funcție de context. În genetică, s-a renunțat la utilizarea lor; un anunț oficial în acest sens a fost făcut de Academiile Naționale de Științe, Inginerie și Medicină⁠(d) din SUA în 2023.

## Definirea rasei
Cercetarea modernă consideră categoriile rasiale ca fiind construite social, adică rasele nu sunt ceva intrinsec ființelor umane, ci mai degrabă o identitate⁠(d) creată, adesea de grupuri dominante social, pentru a forma un înțeles într-un context social. Diferite culturi definesc diferite grupuri rasiale, adesea concentrate pe cele mai mari grupuri de relevanță socială, iar aceste definiții se pot schimba în timp.
Printre conceptele istorice despre rasă s-au numărat o mare varietate de scheme de împărțire a populațiilor locale sau pe cea mondială în rase și subrase. În întreaga lume, diferite organizații și societăți aleg să dezambiguizeze rasa în diferite măsuri:
- În Africa de Sud, Legea de înregistrare a populației din 1950⁠(d) recunoștea rasele albă, neagră și de culoare, la care mai târziu au fost adăugați și indienii.[28]
- Guvernul Myanmarului recunoaște opt „rase etnice naționale majore⁠(d)”.
- Recensămintele din Brazilia clasifică oamenii în brancos (albi), pardos (multirasiali), pretos (negri), amarelos (asiatici) și indigeni, deși mulți oameni folosesc termeni diferiți pentru a se identifica.
- Definițiile legale ale rasei albe în Statele Unite folosite înainte de mișcarea pentru drepturile civile⁠(d) au fost adesea contestate pentru anumite grupuri.
  - În plus, Biroul de Recensăminte al Statelor Unite a propus, dar apoi a retras planurile de a adăuga o nouă categorie pentru a clasifica popoarele din Orientul Mijlociu și Africa de Nord⁠(d) în recensământul SUA din 2020, din cauza unei dispute pe tema chestiuni dacă această categorie ar trebui considerată a fi parte a rasei albe sau o rasă separată.[29]

Delimitările rasiale implică adesea subjugarea unor grupuri definite ca fiind inferioare din punct de vedere rasial, ca în regula picăturii⁠(d) folosită în Statele Unite în secolul al XIX-lea pentru a-i exclude din gruparea rasială dominantă, definită ca „albi⁠(d)” pe cei care au orice fel de origine africană. Astfel de identități rasiale reflectă atitudinile culturale ale puterilor imperiale dominante în perioada expansiunii coloniale europene⁠(d). Acest punct de vedere respinge ideea că rasa ar fi definită biologic.
Potrivit geneticianului David Reich⁠(d), „chiar dacă rasa poate fi o construcție socială, diferențele de ascendență genetică care se întâmplă să se coreleze cu multe dintre constructele rasiale de astăzi sunt reale”. Un grup de 67 de oameni de știință dintr-o gamă largă de discipline i-au răspuns lui Reich scriind că conceptul său despre rasă era „defectuos”, deoarece „ sensul și semnificația grupurilor sunt produse prin intervenții sociale”.
Deși aspectele comune ale trăsăturilor fizice, cum ar fi trăsăturile feței, culoarea pielii și textura părului fac parte din conceptul de rasă, această legătură este mai degrabă o distincție socială decât una în mod inerent biologică. Printre alte dimensiuni ale grupărilor rasiale se numără istoria comună, tradițiile și limba. De exemplu, engleza afro-americană⁠(d) este o limbă vorbită de mulți afro-americani, în special în zonele din Statele Unite în care există segregare rasială. În plus, oamenii se autoidentifică adesea ca membri ai unei rase din motive politice.
Când oamenii definesc și vorbesc despre o anumită concepție despre rasă, ei creează o realitate socială⁠(d) prin care se realizează clasificarea socială. În acest sens, se spune despre rase că sunt constructe sociale. Aceste constructe se dezvoltă în diverse contexte juridice, economice și sociopolitice și pot fi efectul, mai degrabă decât cauza, a unor situații sociale majore. Deși rasa este înțeleasă de mulți ca fiind o construcție socială, majoritatea specialiștilor sunt de acord că rasa are efecte materiale reale în viața oamenilor prin practici instituționalizate de preferință și discriminare.
Factorii socioeconomici, în combinație cu viziunile străvechi, dar încă persistente, despre rasă, au dus la suferințe considerabile în cadrul grupurilor rasiale dezavantajate. Discriminarea rasială coincide adesea cu mentalitățile rasiste, prin care indivizii și ideologiile unui grup ajung să-i perceapă pe membrii unui grup extern⁠(d) ca fiind definiți rasial, precum și inferiori moral. Ca urmare, grupurile rasiale care dețin o putere relativ mică se găsesc adesea excluse sau oprimate, în timp ce indivizii și instituțiile hegemonice sunt însărcinate cu atitudini rasiste. Rasismul a dus la multe cazuri de tragedii, inclusiv sclavie și genocid.
În unele țări, forțele de ordine⁠(d) folosesc rasa pentru a profila suspecții. Această utilizare a categoriilor rasiale este frecvent criticată pentru perpetuarea unei înțelegeri depășite a variațiunilor biologice umane și pentru promovarea stereotipurilor. Deoarece, în unele societăți, grupările rasiale corespund îndeaproape cu modelele de stratificare socială⁠(d), pentru experții în științe sociale care studiază inegalitatea socială, rasa poate fi o variabilă⁠(d) semnificativă. Ca factori sociologici, categoriile rasiale pot reflecta parțial atribuții subiective⁠(d), identități de sine⁠(d) și instituții sociale.
Savanții continuă să dezbată gradele în care categoriile rasiale sunt justificate biologic și construite social. De exemplu, în 2008, John Hartigan Jr. susținea o viziune asupra rasei care se concentra în primul rând pe cultură, dar care nu ignoră potențiala relevanță a biologiei sau geneticii. În consecință, paradigmele rasiale folosite în diferite discipline variază în ceea ce privește accentul pus pe reducționismul biologic, în contrast cu construcția societală.
În științele sociale, cadrele teoretice precum teoria formării rasiale⁠(d) și teoria critică a rasei⁠(d) cercetează implicațiile rasei ca construcție socială prin explorarea modului în care imaginile, ideile și ipotezele rasei sunt exprimate în viața de zi cu zi. Numeroase studii urmăresc relațiile dintre producția istorică și socială a rasei în limbajul juridic și penal, și efectele acestora asupra activității polițienești și încarcerării disproporționate a anumitor grupuri.

## Originile istorice ale clasificării rasiale
- Rasa mongoloidă, cu galben și portocaliu
- Rasa caucazoidă, cu gri mai închis sau mai deschis, spre verzui⁠(d)-cyan
- Rasa negroidă, cu maro
- Dravidienii⁠(d) și sinhalezii⁠(d), cu verde-măsliniu, și clasificarea lor este dată ca incertă

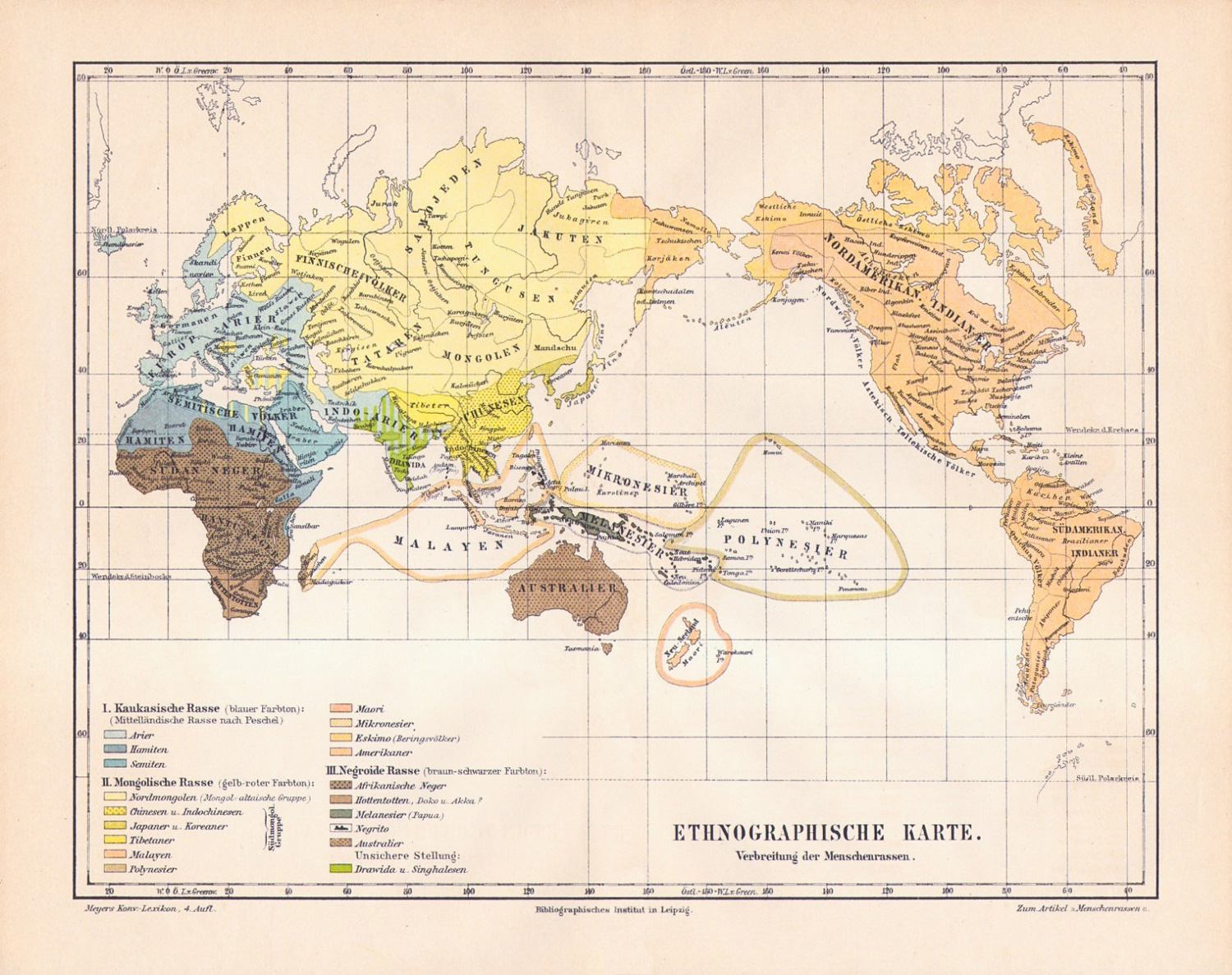
„Cele trei mari rase” conform Meyers Konversations-Lexikon din 1885–90. Subtipurile sunt:
- Rasa mongoloidă, cu galben și portocaliu
- Rasa caucazoidă, cu gri mai închis sau mai deschis, spre -cyan
- Rasa negroidă, cu maro
- și, cu verde-măsliniu, și clasificarea lor este dată ca incertă
Rasa mongoloidă are cea mai largă distribuție geografică, cuprinzând Americile în întregime, Asia de Nord, Asia de Est, Asia de Sud-Est și întreaga Arctică locuită, precum și cea mai mare parte din Asia Centrală și.

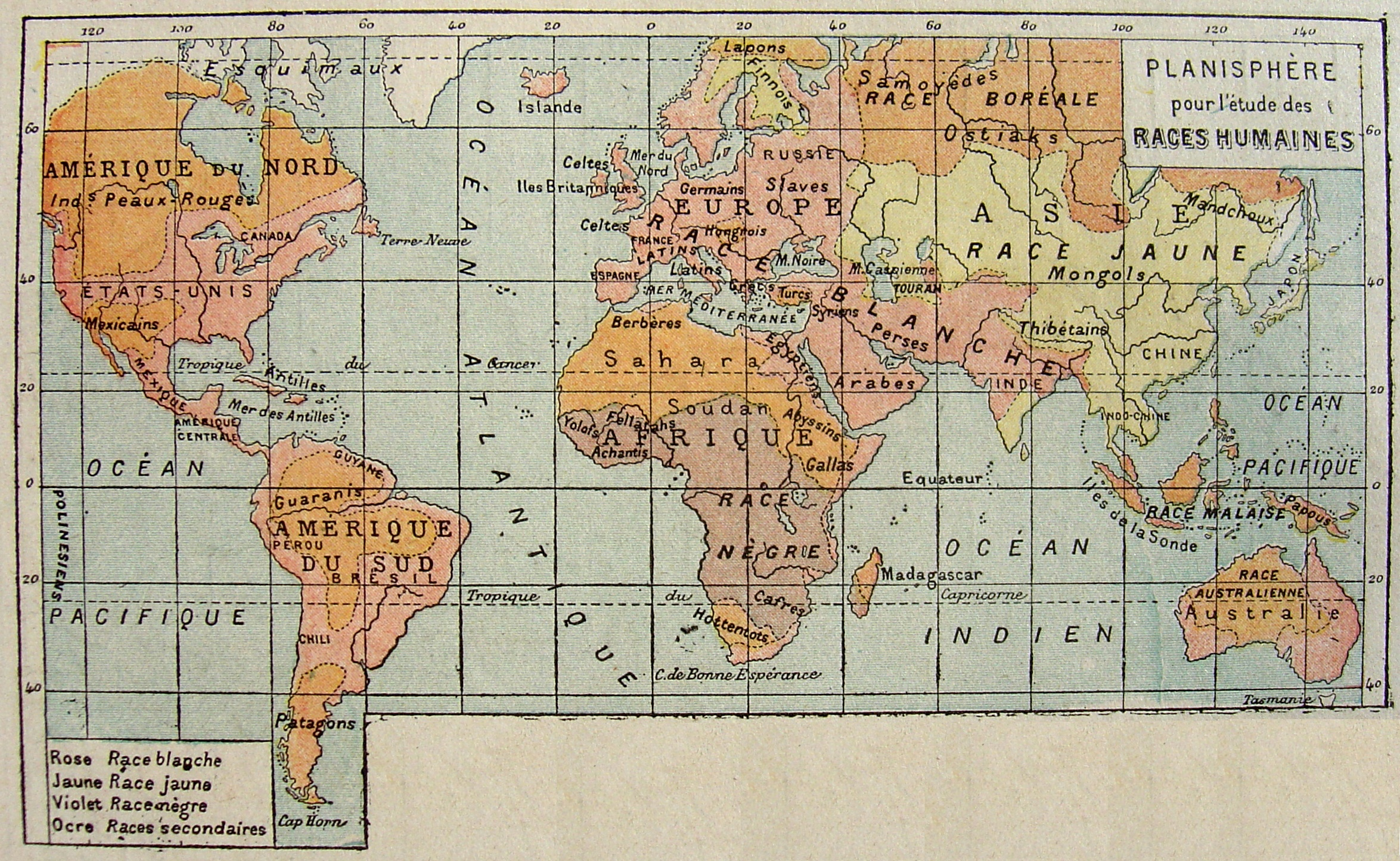
Races humaines după La deuxième année de géographie a lui Pierre Foncin din 1888., prezentată cu, rasa galbenă (mongoloidă), cu galben, rasa negroidă, cu maro, „rasele secundare” (popoarele indigene din America, aborigenii australieni,, maghiarii, și altele) sunt afișate cu portocaliu

Grupurile de oameni s-au identificat întotdeauna ca fiind diferite de grupurile vecine, dar astfel de diferențe nu au fost înțelese mereu ca fiind naturale, imuabile și globale. Acestea sunt caracteristicile distinctive ale modului în care conceptul de rasă este utilizat astăzi. În acest fel, ideea de rasă, așa cum o înțelegem astăzi, a apărut în timpul procesului istoric de explorare și cucerire care i-a adus pe europeni în contact cu grupuri de pe diferite continente și a condus la ideologia clasificării și tipologiei întâlnite în științele naturii. Termenul de rasă a fost adesea folosit într-un sens taxonomic biologic general, începând cu secolul al XIX-lea, pentru a desemna populații umane diferențiate genetic,⁠(d) definite prin fenotip.
Conceptul modern de rasă a apărut ca un produs al întreprinderilor coloniale ale puterilor europene din secolele al XVI-lea–al XVIII-lea, care identificau rasa după culoarea pielii și diferențele fizice. Autoarea Rebecca F. Kennedy susține că grecii și romanii nu ar fi înțeles astfel de concepte, în raport cu propriile lor sisteme de clasificare. Potrivit Bancel et al., momentul epistemologic în care conceptul modern de rasă a fost inventat și raționalizat se află undeva între 1730 și 1790.

### Colonialismul
Potrivit lui Smedley și Marks, conceptul european de „rasă”, împreună cu multe dintre ideile asociate în prezent cu termenul, au apărut în timpul revoluției științifice, care a introdus și a privilegiat studiul speciilor naturale⁠(d), și în epoca imperialismului și a colonizării europene, care a stabilit relații politice între europeni și popoare cu tradiții culturale și politice distincte. Pe măsură ce europenii întâlneau oameni din diferite părți ale lumii, ei speculau despre diferențele fizice, sociale și culturale dintre diferitele grupuri umane. Ascensiunea comerțului cu sclavi pe Atlantic, care a înlocuit treptat un comerț anterior cu sclavi⁠(d) practicat în întreaga lume, a creat un stimulent⁠(d) suplimentar pentru clasificarea grupurilor umane cu scopul de a justifica subordonarea sclavilor africani.
Bazându-se pe surse din antichitatea clasică și pe propriile interacțiuni interne – de exemplu, ostilitatea dintre englezi și irlandezi a influențat puternic gândirea europeană timpurie cu privire la diferențele dintre oameni – europenii au început să se clasifice pe ei înșiși și pe alții în grupuri pe baza aspectului fizic, și să atribuie indivizilor aparținând acestor grupuri comportamente și capacități despre care se pretindea că sunt profund înrădăcinate. S-a impus un set de credințe populare⁠(d) care legau diferențele fizice moștenite dintre grupuri de calitățile intelectuale⁠(d), comportamentale și morale⁠(d) moștenite. Idei similare pot fi găsite în alte culturi, de exemplu în China, unde un concept adesea tradus ca „rasă” a fost asociat cu presupusa descendență comună de la Împăratul Galben și folosit pentru a sublinia unitatea grupurilor etnice din China. Conflicte brutale între grupurile etnice au existat de-a lungul istoriei și în întreaga lume.

### Modele taxonomice timpurii
Prima clasificare post-greco-romană⁠(d) publicată a oamenilor în rase distincte pare să fie Nouvelle division de la terre par les différents espèces ou races qui l'habitent a lui („Noua împărțire a Pământului prin diferitele specii sau rase care îl locuiesc”) de François Bernier⁠(d), publicată în 1684. În secolul al XVIII-lea, diferențele dintre grupurile umane au devenit un punct central al cercetării științifice. Însă clasificarea științifică după variația fenotipică a fost frecvent cuplată cu ideile rasiste despre predispozițiile înnăscute ale diferitelor grupuri, atribuind întotdeauna cele mai dezirabile trăsături rasei albe, europene, și aranjând celelalte rase de-a lungul unui continuum de atribute din ce în ce mai nedorite. Clasificarea din 1735 a lui Carl Linnaeus, inventatorul taxonomiei zoologice, împărțea specia umană Homo sapiens în varietăți continentale de europaeus, asiaticus, americanus și afer, fiecare asociată cu o umoare diferită: sanguină⁠(d), melancolică, colerică și, respectiv, flegmatică. Homo sapiens europaeus era descris ca fiind activ, iscusit și aventuros, în timp ce despre Homo sapiens afer se spunea că este viclean, leneș și neglijent.
Tratatul „Varietățile naturale ale omenirii” din 1775 de Johann Friedrich Blumenbach propunea cinci diviziuni majore: rasa caucazoidă, rasa mongoloidă, rasa etiopiană (numită mai târziu negroidă), rasa indienilor americani și rasa malaeză⁠(d), dar el nu a propus nicio ierarhie între rase. Blumenbach remarca, de asemenea, tranziția graduală în aspect de la un grup la grupurile adiacente și a sugerat că „o varietate a omenirii trece atât de sensibil în cealaltă, încât nu poți marca limitele dintre ele”.
Din secolele al XVII-lea până în al XIX-lea, îmbinarea credințelor populare despre diferențele de grup cu explicațiile științifice ale acestor diferențe a produs ceea ce Smedley a numit o „ideologie a rasei”.  Potrivit acestei ideologii, rasele ar fi primordiale, naturale, durabile și distincte. S-a mai susținut că unele grupuri pot fi rezultatul amestecului dintre populații anterior distincte, dar că un studiu atent ar putea distinge rasele ancestrale care s-au combinat pentru a produce grupuri amestecate. Influentele clasificări ulterioare ale lui Georges Buffon, Petrus Camper⁠(d) și Christoph Meiners⁠(d) îi clasificau pe „Negri” ca fiind inferiori europenilor. În Statele Unite, au avut influență teoriile rasiale ale lui Thomas Jefferson. El îi considera pe africani inferiori albilor, în special în ceea ce privește intelectul, și impregnați cu apetite sexuale nefirești, dar îi descria în schimb pe amerindieni ca fiind egali cu albii.

### Poligenism vs monogenism
În ultimele două decenii ale secolului al XVIII-lea, istoricul Edward Long⁠(d) și anatomistul Charles White⁠(d) în Anglia, etnografii Christoph Meiners⁠(d) și Georg Forster în Germania și Julien-Joseph Virey⁠(d) în Franța au susținut teoria poligenismului⁠(d), credința că rase diferite au evoluat separat pe fiecare continent și că nu aveau niciun strămoș comun. În SUA, Samuel George Morton⁠(d), Josiah Nott⁠(d) și Louis Agassiz au promovat această teorie la mijlocul secolului al XIX-lea. Poligenismul a fost popular și cel mai răspândit în secolul al XIX-lea, culminând cu înființarea Societății Antropologice din Londra⁠(d) (1863), care, în perioada Războiului Civil American, s-a desprins de Societatea Etnologică din Londra⁠(d) și de poziția sa monogenică⁠(d), diferendul principal între cele două constând în așa-numita „chestiune negră”, în care prima avea o viziune mai substanțial rasistă, iar cea din urmă urmă avea una mai liberală.

## Cercetările moderne

### Modele ale evoluției umane
Astăzi, toți oamenii sunt clasificați ca aparținând speciei Homo sapiens. Aceasta nu este prima specie de homininae care a existat: prima specie din genul Homo, Homo habilis, a evoluat în Africa de Est cu cel puțin 2 milioane de ani în urmă, iar membrii acestei specii au populat diferite părți ale Africii într-un timp relativ scurt. Homo erectus a evoluat cu mai bine de 1,8 milioane de ani în urmă, iar cu 1,5 milioane de ani în urmă s-a răspândit în Europa și Asia. Practic toți antropologii fiziciști sunt de acord că Homo sapiens arhaic⁠(d) (un grup care include posibilele specii H. heidelbergensis, H. rhodesiensis și H. neanderthalensis) a evoluat din H. erectus african (Sensu lato⁠(d)) sau H. ergaster. Antropologii susțin ideea că oamenii moderni din punct de vedere anatomic⁠(d) (Homo sapiens) au evoluat în Africa de Nord sau de Est dintr-o specie umană arhaică precum H. heidelbergensis și apoi au migrat în afara Africii, amestecându-se și înlocuind populațiile de H. heidelbergensis și H. neanderthalensis în toată Europa și Asia, și populațiile de H. rhodesiensis din Africa Subsahariană (o combinație între modelele din Africa și cel multiregional⁠(d)).

### Clasificare biologică
La începutul secolului al XX-lea, mulți antropologi spuneau că rasa era un fenomen în întregime biologic, esențial pentru comportamentul și identitatea unei persoane, poziție numită în mod obișnuit esențialism rasial. Aceasta, împreună cu credința că grupurile lingvistice, culturale și sociale există în mod fundamental pe linii rasiale, au format baza a ceea ce se numește astăzi rasismul științific⁠(d). După programul eugenic nazist, odată cu ascensiunea mișcărilor anticoloniale, esențialismul rasial și-a pierdut popularitatea pe scară largă. Noi studii ale culturii și domeniul incipient al geneticii populațiilor au subminat statutul de știință al esențialismului rasial, și i-a determinat pe antropologii rasialiști să-și revizuiască concluziile despre sursele variației fenotipice. Un număr semnificativ de antropologi și biologi moderni din Occident au ajuns să considere rasa a fi o denumire genetică sau biologică invalidă.
Primii care au contestat conceptul de rasă pe baze empirice au fost antropologii Franz Boas⁠(d), care a furnizat dovezi ale plasticității fenotipice din cauza factorilor de mediu, și Ashley Montagu⁠(d), care s-a bazat pe dovezi din genetică. EO Wilson⁠(d) a contestat apoi conceptul din perspectiva sistematicii generale a animalelor și a respins și el afirmația cum că „rasele” ar fi echivalente cu „subspeciile”.
Variația genetică umană⁠(d) este predominant în cadrul raselor, continuă și complexă în structură, ceea ce este în contradicție cu conceptul de rase genetice umane. Potrivit antropologului biologic Jonathan Marks⁠(d),
Până în anii 1970, devenise clar că (1) cele mai multe diferențe între oameni sunt culturale; (2) ce nu era cultural era în principal polimorfic – adică se găsește în diferite grupuri de oameni cu frecvențe diferite; (3) ceea ce nu era cultural sau polimorfic era în principal clinal – adică variază treptat cu geografia; și (4) ceea ce a rămas – componenta diversității umane care nu este nici culturală, nici polimorfică, nici clinală – este foarte puțin.
Ca urmare, s-a dezvoltat un consens în rândul antropologilor și geneticienilor conform căruia rasele, așa cum erau ele cunoscute de generațiile anterioare – ca bazine genetice în mare parte discrete și distincte geografic – nu există.

#### Subspecii
Termenul de rasă în biologie este folosit cu prudență, deoarece poate fi ambiguu. În general, atunci când este folosit, este efectiv un sinonim al subspeciei. (Pentru animale, singura unitate taxonomică sub nivelul speciei este de obicei subspecia; în botanică, există ranguri infraspecifice⁠(d) și mai fine, dar rasa nu corespunde direct cu niciunul dintre ele.) În mod tradițional, subspeciile sunt considerate a fi populații izolate geografic și diferențiate genetic. Studiile asupra variației genetice umane arată că populațiile umane nu sunt izolate geografic, iar diferențele genetice între ele sunt mult mai mici decât cele dintre subspeciile comparabile.
În 1978, Sewall Wright⁠(d) a sugerat că populațiile umane care locuiau de mult timp în părți separate ale lumii ar trebui, în general, să fie considerate subspecii diferite, pe criteriul că majoritatea indivizilor acestor populații pot fi alocați corect prin inspecție. Wright a argumentat: „Nu este nevoie de un antropolog instruit pentru a clasifica un grup de englezi, vest-africani și chinezi cu o acuratețe de 100% doar după trăsături, culoarea pielii și tipul de păr, deși există atât de multă variabilitate în cadrul fiecăruia dintre aceste grupuri, încât fiecare individ poate fi ușor distins de fiecare altul”. În practică, subspeciile sunt adesea definite prin aspectul fizic ușor de observat, dar nu există neapărat o semnificație evolutivă a acestor diferențe observate, astfel încât această formă de clasificare a devenit mai puțin acceptabilă pentru biologii evoluționari. De asemenea, această abordare tipologică⁠(d) a rasei este considerată în general a fi discreditată în rândul biologilor și antropologilor.

#### Populații diferențiate ancestral (clade)
În 2000, filozoful Robin Andreasen a propus să se folosească cladistica pentru a clasifica rasele umane din punct de vedere biologic, avansând ideea că rasele ar putea fi atât construite social, cât și biologic reale. Andreasen făcea referire la diagramele arborescente ale distanțelor genetice⁠(d) relative între populații, publicate de Luigi Cavalli-Sforza⁠(d), ca bază pentru un arbore filogenetic al raselor umane (p. 661). Antropologul biolog Jonathan Marks⁠(d) (2008) a răspuns argumentând că Andreasen interpretează greșit literatura genetică: „Acești arbori sunt fenetici (bazați pe asemănări), și nu cladistici (bazați pe descendență monofiletică⁠(d), adică dintr-o serie de strămoși unici). Biologul evoluționist Alan Templeton⁠(d) (2013) a susținut că mai multe linii de dovezi invalidează ideea unei structuri de arbore filogenetic pentru diversitatea genetică umană și confirmă prezența fluxului de gene între populații. Marks, Templeton și Cavalli-Sforza toți concluzionează că genetica nu oferă dovezi ale existenței unor rase umane.
Anterior, antropologii Lieberman și Jackson (1995) au criticat și ei utilizarea cladisticii pentru a susține conceptele de rasă. Ei au susținut că „proponenții acestui model din biologia moleculară și biochimie folosesc în mod explicit categorii rasiale în gruparea inițială a eșantioanelor”. De exemplu, grupurile macroetnice mari și foarte diverse de est-indieni, nord-africani și europeni sunt presupuse a fi grupate drept „caucazieni” înainte de analiza variației ADN-ului lor. Ei susțin că această grupare a priori limitează și deformează interpretările, ascunde alte relații de descendență, subliniază impactul factorilor de mediu clinali mai imediați asupra diversității genomice și poate încețoșa înțelegerea adevăratelor tipare ale afinității.
În 2015, Keith Hunley, Graciela Cabana și Jeffrey Long au analizat eșantionul de 1.037 de indivizi din 52 de populații din Proiectul Diversității Genomului Uman⁠(d), și au constatat că diversitatea în rândul populațiilor neafricane este rezultatul unui proces de efect de fondator în serie, în care populații neafricane sunt amestecate cu populații africane, că „unele populații africane sunt înrudite în egală măsură cu alte populații africane și cu populații neafricane”, și că „în afara Africii, grupările regionale de populații sunt amestecate una cu cealaltă, iar multe dintre ele nu sunt monofiletice”. Cercetările anterioare au sugerat și că a existat dintotdeauna un flux de gene considerabil între populațiile umane, ceea ce înseamnă că grupurile de populații umane nu sunt monofiletice. Rachel Caspari a susținut că, deoarece niciun grup considerat în prezent a fi o rasă nu este monofiletic, prin definiție niciunul dintre aceste grupuri nu poate fi o cladă.

#### Cline
O inovație crucială în reconceptualizarea variației genotipice și fenotipice a fost observația antropologului C. Loring Brace⁠(d) că, în măsura în care sunt afectate de selecția naturală, migrația lentă sau deriva genetică, astfel de variații sunt distribuite de-a lungul gradațiilor geografice sau clinelor. De exemplu, în ceea ce privește culoarea pielii în Europa și Africa, Brace scrie:
Până în ziua de azi, culoarea pielii variază în trepte imperceptibile din Europa spre sud în jurul capătului estic al Mediteranei și în sus pe Nil în Africa. De la un capăt al acestei game la celălalt, nu există niciun loc unde să pară a exista o limită între culorile pielii, și totuși spectrul trece de la cel mai deschis ten din lume în marginea nordică până la cel mai închis care e posibil pentru oameni pe la Ecuator.
Acest lucru se datorează în parte izolării prin distanță⁠(d). Această idee a atras atenția asupra unei probleme comune a descrierilor raselor pe bază de fenotip (de exemplu, cele bazate pe textura părului și culoarea pielii): ele ignoră o serie de alte asemănări și deosebiri (de exemplu, grupele de sânge) care nu se corelează foarte mult cu markerii pentru rasă. Astfel, concluzia antropologului Frank Livingstone a fost că, din moment ce clinele traversează granițele rasiale, „nu există rase, doar cline”.
Răspunzându-i lui Livingstone, Theodore Dobzhansky⁠(d) a susținut că atunci când vorbim despre rasă trebuie să fim atenți la modul în care este folosit termenul: „Sunt de acord cu dr. Livingstone că, dacă rasele trebuie să fie «unități discrete», atunci nu există rase, iar dacă «rasa» este folosită ca «explicație» a variabilității umane, mai degrabă decât invers, atunci explicația este invalidă.” El a mai susținut că s-ar putea folosi termenul de rasă dacă se face distincția între „diferențe între rase” și „conceptul de rasă”. Prima se referă la orice distincție în frecvențele genelor între populații; aceasta din urmă este „o chestiune de judecată”. El a mai observat că, chiar și atunci când există o variație clinală, „diferențele între rase sunt fenomene biologice obiectiv constatabile. ... dar nu rezultă că populațiile distincte rasial trebuie să primească etichete rasiale (sau subspecifice).” Pe scurt, Livingstone și Dobzhansky sunt de acord că există diferențe genetice între ființele umane; precum și că utilizarea conceptului de rasă pentru a clasifica oamenii și modul în care este utilizat conceptul de rasă este o chestiune de convenție socială. Ei se contrazic doar pe utilitatea și semnificația convenției sociale a conceptului de rasă.
În 1964, biologii Paul Ehrlich și Holm au subliniat cazuri în care două sau mai multe cline sunt distribuite discordant – de exemplu, melanina este distribuită într-un model descrescător de la ecuator spre nord și spre sud; frecvențele pentru haplotipul pentru hemoglobina beta-S⁠(d), pe de altă parte, radiază din anumite puncte geografice din Africa. După cum au observat antropologii Leonard Lieberman și Fatimah Linda Jackson, „modele discordante de eterogenitate invalidează orice descriere a unei populații ca și cum ar fi omogenă genotipic sau chiar fenotipic”.
Tipare precum cele observate în variația fizică și genetică umană, așa cum este descris mai sus, au condus la consecința că numărul și locația geografică a oricărei rase descrise depind în mare măsură de importanța atribuită și cantitatea trăsăturilor luate în considerare. O mutație de deschidere a culorii pielii, estimată a fi avut loc cu 20.000 până la 50.000 de ani în urmă, explică parțial apariția pielii deschise la oamenii care au migrat din Africa spre nord în ceea ce este astăzi Europa. Est-asiaticii își datorează pielea relativ deschisă mai multor mutații.  Pe de altă parte, cu cât numărul de trăsături (sau alele) luate în considerare este mai mare, cu atât sunt detectate mai multe subdiviziuni ale umanității, deoarece trăsăturile și frecvențele genelor nu corespund întotdeauna aceleiași locații geografice. Sau, cum spuneau Ossorio & Duster (2005):
Antropologii au descoperit de multă vreme că trăsăturile fizice ale oamenilor variază gradual, grupurile aflate într-o vecinătate geografică fiind mai similare între ele decât grupurile separate geografic. Acest tipar de variație, denumit variație clinală, se observă și pentru multe alele care variază de la un grup de oameni la altul. O altă observație este că trăsăturile sau alelele care variază de la un grup la altul nu variază cu aceeași rată. Acest tipar este denumit variație neconcordantă. Deoarece variația trăsăturilor fizice este clinală și neconcordantă, antropologii din secolul al XIX-lea și de la începutul secolului al XX-lea au descoperit că, cu cât măsoară mai multe trăsături și mai multe grupuri umane, cu atât se observă mai puține diferențe discrete și trebuie create mai multe categorii pentru a clasifica ființele umane. Numărul de rase observate s-a mărit în deceniile anilor 1930 și 1950, și în cele din urmă antropologii au tras concluzia că nu există rase discrete. Cercetătorii din domeniul biomedical din secolele al XX-lea și al XXI-lea au descoperit aceeași caracteristica atunci când evaluau variația umanlă la nivel de alele și frecvențe ale alelelor. Natura nu a creat patru sau cinci grupuri genetice nesuprapuse de oameni.

#### Populații diferențiate genetic
Un alt mod de a privi diferențele dintre populații este de a măsura diferențele genetice, în locul diferențelor fizice dintre grupuri. La mijlocul secolului al XX-lea, antropologul William C. Boyd⁠(d) definea rasa ca: „O populație care diferă semnificativ de alte populații în ceea ce privește frecvența uneia sau mai multor gene pe care le posedă. Este o chestiune arbitrară care și câte locații genetice alegem să considerăm a fi o «constelație» semnificativă”. Leonard Lieberman și Rodney Kirk au subliniat că „slăbiciunea supremă a acestei afirmații este că, dacă o genă poate face distincția între rase, atunci numărul de rase este la fel de mare ca și numărul de cupluri umane care se reproduc”. Mai mult, antropologul Stephen Molnar a sugerat că discordanța clinelor are ca rezultat inevitabil o multiplicare a raselor care face ca conceptul în sine să devină inutil. Proiectul genomului uman a afirmat: „Oamenii care trăiesc în aceeași regiune geografică de mai multe generații pot avea unele alele în comun, dar nicio alelă nu va fi găsită în toți membrii unei populații și în niciun membru al alteia”. Massimo Pigliucci⁠(d) și Jonathan Kaplan susțin că există niște rase umane și că ele corespund clasificării genetice a ecotipurilor, dar că rasele umane reale nu corespund foarte mult, sau chiar nu corespund deloc, categoriilor rasiale populare. În contrast, Walsh & Yun au revizuit literatura în 2011 și au declarat: „Studiile genetice care folosesc foarte puține locații cromozomiale constată că polimorfismele genetice împart populațiile umane în grupuri cu o acuratețe de aproape 100% și că acestea corespund categoriilor antropologice tradiționale”.
Unii biologi susțin că categoriile rasiale se corelează cu trăsăturile biologice (de exemplu fenotipul) și că anumiți markeri genetici au frecvențe diferite în rândul populațiilor umane, dintre care unele corespund mai mult sau mai puțin grupărilor rasiale tradiționale.

##### Distribuția variației genetice
Distribuția variantelor genetice în interiorul și între populațiile umane este imposibil de descris succint din cauza dificultății de a defini o populație, din cauza naturii clinale a variației și a eterogenității în întregul genom (Long și Kittles 2003). În general, totuși, o medie de 85% din variația genetică statistică există în cadrul populațiilor locale, ≈7% este între populațiile locale de pe același continent și ≈8% din variație are loc între grupuri mari care trăiesc pe continente diferite. Teoria originii africane recente a omului prezice că în Africa ar exista mult mai multă diversitate decât în altă parte și că diversitatea ar trebui să scadă cu cât o populație este eșantionată mai departe de Africa. Prin urmare, cifra medie de 85% este înșelătoare: Long și Kittles constată că, în loc de 85% din diversitatea genetică umană existentă în toate populațiile umane, aproximativ toată diversitatea umană există într-o singură populație africană, în timp ce doar aproximativ 60% din diversitatea genetică umană există în populația cea mai puțin diversă pe care au analizat-o (Surui, o populație originară din Noua Guinee). Analiza statistică care ia în considerare această diferență confirmă constatările anterioare conform cărora „clasificările rasiale din Occident nu au nicio semnificație taxonomică”.

##### Analiza clusterelor
Un studiu din 2002 al locațiilor genetice bialelice aleatoare a găsit puține dovezi sau niciuna că oamenii ar fi împărțiți în grupuri biologice distincte.
În lucrarea sa din 2003, „Human Genetic Diversity: Lewontin's Fallacy⁠(d)”, AWF Edwards⁠(d) a susținut că, în loc să utilizeze o analiză a variației locație cu locație, pentru a deriva taxonomia, s-ar putea construi un sistem de clasificare umană bazat pe modele genetice caracteristice sau clustere deduse din datele genetice multilocație⁠(d). Studiile umane bazate pe geografie, efectuate ulterior, au arătat că astfel de grupuri genetice pot fi derivate din analiza unui număr mare de locații care pot asorta indivizii prelevați în grupuri analoge cu grupurile rasiale continentale tradiționale. Joanna Mountain și Neil Risch⁠(d) au avertizat că, în timp ce grupările genetice s-ar putea dovedi într-o zi a corespunde variațiilor fenotipice între grupuri, astfel de presupuneri sunt premature, deoarece relația dintre gene și trăsăturile complexe⁠(d) nu este suficient înțeleasă. Cu toate acestea, Risch a negat că astfel de limitări fac analiza să fie inutilă: „Poate că doar folosirea anului real al nașterii cuiva nu este o modalitate foarte bună de a măsura vârsta. Înseamnă asta că ar trebui să renunțăm la el? ... Orice categorie cu care venim va fi imperfectă, dar asta nu ne împiedică să o utilizăm și nu înseamnă că nu are utilitate.”
Studiile timpurii de analiză a clusterelor genetice umane au fost efectuate cu eșantioane prelevate de la grupuri de populație ancestrală care trăiesc la distanțe geografice extreme unele de altele. S-a crezut că distanțe geografice atât de mari ar maximiza variația genetică între grupurile eșantionate în analiză și, astfel, ar maximiza probabilitatea de a găsi modele de cluster unice pentru fiecare grup. Având în vedere accelerarea istorică recentă a migrației umane (și, în consecință, a fluxului de gene umane) la scară globală, au fost efectuate studii suplimentare pentru a evalua gradul în care analiza clusterelor genetice poate modela grupurile identificate ancestral, precum și grupurile separate geografic. Un astfel de studiu a analizat o populație multietnică mare din Statele Unite și „a detectat doar o diferențiere genetică modestă între diferitele locații geografice actuale în cadrul fiecărui grup de rasă/etnie. Astfel, ascendența geografică străveche, care este foarte corelată cu rasa/etnia auto-identificată – spre deosebire de reședința actuală – este determinantul major al structurii genetice în populația SUA.”
Witherspoon et al. (2007) au afirmat că, chiar și atunci când infivizii pot fi asignați clar unor anumite grupuri de populație, tot se mai poate ca doi indivizi aleși aleator din populații/clustere diferite să fie mai similari unul cu altul decât cu un membru ales aleator din clusterul lor. Ei au constatat că trebuie folosite multe mii de markeri genetici pentru a răspunde la întrevarea „cât de des sunt mai diferiți genetic doi indivizi dintr-o populație decât doi indivizi din două populații diferite?” cu „niciodată”. Aceasta presupune trei grupuri de populație separate de arii geografice mari (europeni, africani și est-asiatici). Întreaga populație a lumii este mult mai complexă și studierea unui număr mai mare de grupuri ar necesita creșterea numarului de markeri pentru același răspuns. Autorii concluzionează că „trebuie precauție la utilizarea originii geografice sau genetice pentru a face inferențe despre fenotipurile individuale”. Witherspoon, et al. au concluzionat: „Faptul că, în prezența a suficiente date genetice, indivizii pot fi atribuiți corect populațiilor lor de origine este compatibil cu observația că cea mai mare parte a variației genetice umane se găsește în interiorul populațiilor, nu de la o populație la alta. Este și compatibilă cu constatarea noastră că, chiar și atunci când sunt luate în considerare cele mai distincte populații, și sute de locații, indivizii sunt adesea mai asemănători cu membri ai altor populații decât cu membrii propriei populații.”
Antropologi precum C. Loring Brace⁠(d), filosofii Jonathan Kaplan și Rasmus Winther, și geneticianul Joseph Graves⁠(d) au susținut că structura de cluster a datelor genetice este dependentă de ipotezele inițiale ale cercetătorului și de influența ipotezelor populației asupra alegerii populației. Când se prelevează grupuri continentale, clusterele devin continentale, dar dacă s-ar fi ales alte modele de eșantionare, gruparea ar fi fost diferită. Weiss și Fullerton au observat că, dacă se iau probe numai de la islandezi, mayași și maori, s-ar forma trei grupuri distincte și toate celelalte populații ar putea fi descrise ca fiind compuse clinal din amestecuri de materiale genetice maori, islandeze și mayașe. Prin urmare, Kaplan și Winther susțin că, priviți în acest fel, atât Lewontin, cât și Edwards au dreptate în argumentele lor. Ei au ajuns la concluzia că, în timp ce grupurile rasiale sunt caracterizate prin frecvențe diferite ale alelelor, aceasta nu înseamnă că clasificarea rasială este o taxonomie naturală a speciei umane, deoarece pot fi găsite mai multe alte modele genetice în populațiile umane care intersectează diferențierile rasiale. Mai mult decât atât, datele genomice subdetermină dacă se dorește să se observe subdiviziuni sau un continuum⁠(d) . În viziunea lui Kaplan și Winther, grupările rasiale sunt construcții sociale obiective (vezi Mills 1998) care au realitate biologică convențională doar în măsura în care categoriile sunt alese și construite din motive științifice pragmatice. În lucrările anterioare, Winther identificase „partiționarea diversității” și „analiza grupării” ca două metodologii separate, cu întrebări, ipoteze și protocoale distincte. Fiecare este, de asemenea, asociat cu consecințe ontologice opuse față de metafizica rasei. Filosoafa Lisa Gannett a susținut că ascendența biogeografică, un concept conceput de Mark Shriver⁠(d) și Tony Frudakis⁠(d), nu este o măsură obiectivă a aspectelor biologice ale rasei așa cum susțin Shriver și Frudakis că este. Ea susține că este de fapt doar o „categorie locală modelată de contextul american al producției sale, în special de scopul criminalistic de a putea prezice rasa sau etnia unui suspect necunoscut pe baza ADN-ului găsit la locul crimei”.

##### Cline și clustere în variația genetică
Studiile recente ale grupării genetice umane au cuprins și o dezbatere asupra modului în care este organizată variația genetică, cu clustere și cline ca principale ordonări posibile. Serre & Pääbo (2004) au susținut o variație genetică lină, clinală, în populațiile ancestrale, chiar și în regiunile considerate anterior omogene din punct de vedere rasial, treptele aparente dovedindu-se a fi artefacte ale tehnicilor de eșantionare. Rosenberg et al. (2005) au contestat acest lucru și au oferit o analiză a Grupului Diversității Genetice Umane, care arată că există mici discontinuități în variația genetică lină pentru populațiile ancestrale la locația barierelor geografice, cum ar fi Sahara, Oceanele și Himalaya. Cu toate acestea, Rosenberg et al. (2005) au afirmat că descoperirile lor „nu ar trebui luate ca dovadă a susținerii noastre pentru un anumit concept de rasă biologică. ... Diferențele genetice dintre populațiile umane derivă în principal din gradațiile frecvențelor alelelor, mai degrabă decât din genotipuri «diagnostice» distinctive. Folosind un eșantion de 40 de populații distribuite aproximativ uniform pe suprafața de uscat a Pământului, Xing & colab. (2010, p. 208) au descoperit că „diversitatea genetică este distribuită într-un model mai clinal atunci când sunt eșantionate mai multe populații intermediare geografic”.
Guido Barbujani⁠(d) a scris că variația genetică umană este în general distribuită continuu în gradienți pe o mare parte a Pământului și că nu există nicio dovadă că există granițe genetice între populațiile umane așa cum ar fi necesar pentru existența raselor umane.
De-a lungul timpului, variația genetică umană a format o structură imbricată care este în contradicție cu conceptul de rase evoluate independent una de alta.

### Construcții sociale
Pe măsură ce antropologii și alți specialiști în evoluția biologică s-au îndepărtat de termenul de rasă și s-au apropiat de cel de populație cu referire la diferențele genetice, istoricii, antropologii culturali și alți oameni de știință socială au re-conceptualizat termenul „rasă” drept o categorie sau identitate⁠(d) culturală, adică o modalitate dintre multele moduri posibile prin care o societate alege să-și împartă membrii în categorii.
Mulți specialiști în științele sociale au înlocuit cuvântul „rasă” cu cuvântul „etnie⁠(d)” pentru a se referi la grupuri care se autoidentifică pe baza credințelor referitoare la cultura comună, strămoși și istorie. Alături de problemele empirice și conceptuale legate de „rasă”, după cel de al Doilea Război Mondial, specialiștii în evoluție și în științe sociale erau foarte conștienți de modul în care credințele despre rasă sunt folosite pentru a justifica discriminarea, apartheidul, sclavia și genocidul. Aceste discuții au luat amploare în anii 1960 în timpul mișcării pentru drepturile civile⁠(d) din Statele Unite și a apariției numeroaselor mișcări anticoloniale în întreaga lume. Ei au ajuns astfel să creadă că rasa în sine este un construct social, un concept despre care se credea că corespunde unei realități obiective, dar în care se credea doar datorită funcțiilor sale sociale.
Craig Venter și Francis Collins de la Institutul Național de Sănătate din SUA au făcut în 2000 împreună anunțul finalizării mapării genomului uman. La examinarea datelor din maparea genomului, Venter și-a dat seama că, deși variația genetică în cadrul speciei umane este de ordinul 1-3% (în loc de 1%) cum se presupunea anterior, tipurile de variații nu susțin noțiunea de rase definite genetic. Venter a spus: „Rasa este un concept social. Nu este unul științific. Nu există linii strălucitoare (care să iasă în evidență), dacă am putea compara toate genomurile secvențiate ale tuturor oamenilor de pe planetă. ... Când încercăm să aplicăm știința pentru a încerca să rezolvăm aceste diferențe sociale, totul se destramă.”
Antropologul Stephan Palmié a susținut că rasa „nu este un lucru, ci o relație socială”; sau, în cuvintele lui Katya Gibel Mevorach⁠(d), „un metonim”, „o invenție umană ale cărei criterii de diferențiere nu sunt nici universale, nici fixe, ci au fost întotdeauna folosite pentru a gestiona diferența”. Ca atare, utilizarea termenului „rasă” în sine trebuie analizată. Mai mult, ei susțin că biologia nu va explica de ce sau cum folosesc oamenii ideea de rasă; aceasta este apanajul istoriei și relațiilor sociale.
Imani Perry⁠(d) a susținut că rasa „este produsă de aranjamente sociale și de luarea deciziilor politice” și că „rasa este ceva care se întâmplă, nu ceva care este. Este dinamică, dar nu reține un adevăr obiectiv”. În mod similar, în Racial Culture: A Critique⁠(d) (2005), Richard T. Ford a susținut că, deși „nu există o corespondență necesară între identitatea atribuită rasei și cultura sau sentimentul personal al sinelui” și „diferența de grup nu este intrinsecă membrilor grupurilor sociale, ci mai degrabă contingentă de practicile sociale de identificare a grupului”, practicile sociale de politică identitară pot constrânge indivizii la interpretarea „obligatorie” a unor „scenarii rasiale prescrise”.

#### Brazilia

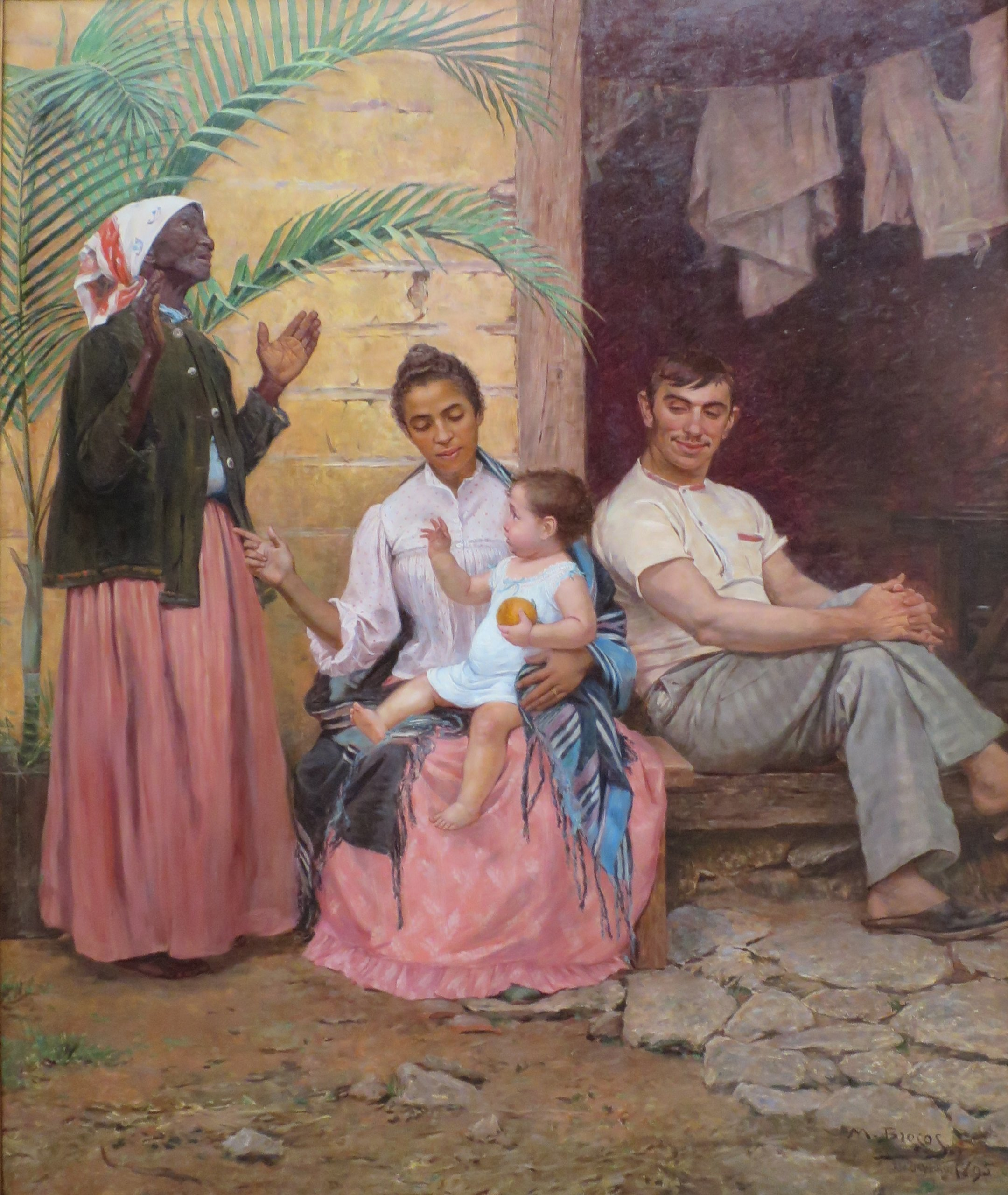
Portretul „Redenção de Cam” (1895), care înfățișează o familie braziliană care devine „mai albă” cu fiecare generație

În comparație cu Statele Unite ale secolului al XIX-lea, Brazilia secolului al XX-lea s-a caracterizat prin percepția unei absențe relative a grupurilor rasiale bine definite. Potrivit antropologului Marvin Harris, acest model reflectă o istorie diferită și relații sociale⁠(d) diferite.
În Brazilia, rasele au fost „biologizate”, dar într-un mod care recunoștea diferența dintre ascendență (care determină genotipul) și diferențele fenotipice. Acolo, identitatea rasială nu era guvernată de o regulă rigidă de descendență, cum era regula unei picături⁠(d), care era folosită în Statele Unite. Un copil brazilian nu era niciodată identificat automat cu tipul rasial al unuia sau al ambilor părinți, și nici numărul de categorii din care să se aleagă nu era strict limitat, până în punctul în care până și frații puteau aparține de grupuri rasiale diferite.
| Strămoșul auto-declarat al locuitorilor din Rio de Janeiro, după rasă sau culoarea pielii (studiu din 2000) | Strămoșul auto-declarat al locuitorilor din Rio de Janeiro, după rasă sau culoarea pielii (studiu din 2000) | Strămoșul auto-declarat al locuitorilor din Rio de Janeiro, după rasă sau culoarea pielii (studiu din 2000) | Strămoșul auto-declarat al locuitorilor din Rio de Janeiro, după rasă sau culoarea pielii (studiu din 2000) |
| Origine | brancos | pardos | negros |
| --- | --- | --- | --- |
| Doar europeană                                                                                              | 48% | 6% | – |
| Doar africană                                                                                               | – | 12% | 25% |
| Doar amerindiană                                                                                            | – | 2% | – |
| africană și europeană                                                                                       | 23% | 34% | 31% |
| amerindiană și europeană                                                                                    | 14% | 6% | – |
| africană și amerindiană                                                                                     | – | 4% | 9% |
| africană, amerindiană și europeană                                                                          | 15% | 36% | 35% |
| Total | 100% | 100% | 100% |
| Orice african                                                                                               | 38% | 86% | 100% |

Peste o duzină de categorii rasiale ar fi recunoscute în conformitate cu toate combinațiile posibile de culoare a părului, textura părului, culoarea ochilor și culoarea pielii. Aceste tipuri trec gradual din unele în altele la fel ca și culorile spectrului, și nicio categorie nu este izolată în mod semnificativ de restul. Adică rasa se referea de preferință la aspect, nu la ereditate, iar aspectul este un slab indiciu al ascendenței, deoarece doar câteva gene sunt responsabile pentru culoarea pielii și trăsăturile cuiva: o persoană care este considerată albă poate avea mai multă ascendență africană decât o persoană care este considerată neagră, și invers; și la fel în ceea ce privește ascendența europeană. Complexitatea clasificărilor rasiale din Brazilia reflectă gradul de amestec genetic din societatea braziliană, o societate care rămâne foarte, dar nu strict, stratificată⁠(d) pe criterii de culoare. Acești factori socioeconomici⁠(d) sunt semnificativi și pentru limitele liniilor rasiale, deoarece o minoritate de pardos⁠(d), sau oameni „cafenii”, pot foarte bine să înceapă să se declare „albi” sau „negri” dacă le favorizează poziția în societate, și să fie văzuți ca relativ „albi” pe măsură ce statutul lor social perceput crește (la fel ca în alte regiuni din America Latină).
În timp ce amerindienii asimilați și oamenii cu multă ascendență amerindiană sunt de obicei grupați drept caboclos⁠(d), un subgrup de pardos, pentru cei cu mai puțină descendență amerindiană este de așteptat ca o contribuție genetică europeană mai mare să fie grupată drept pardo. În mai multe teste genetice, oamenii cu mai puțin de 60-65% de origine europeană și 5-10% de origine amerindiană se grupează de obicei cu afro-brazilieni⁠(d) (așa cum se declară indivizii), sau 6,9% din populație, iar cei cu aproximativ 45% sau mai mult din contribuția subsahariană de cele mai multe ori fac acest lucru (în medie, ADN-ul afro-brazilian a fost identificat drept aproximativ 50% african subsaharian, 37% european și 13% amerindian).
| 1872 | 3.787.289  | 1.954.452 | 4.188.737  |
| 1940 | 26.171.778 | 6.035.869 | 8.744.365  |
| 1991 | 75.704.927 | 7.335.136 | 62.316.064 |

| Grupuri etnice din Brazilia (1872 și 1890) | Grupuri etnice din Brazilia (1872 și 1890) | Grupuri etnice din Brazilia (1872 și 1890) | Grupuri etnice din Brazilia (1872 și 1890) | Grupuri etnice din Brazilia (1872 și 1890) |
| Ani                                        | albi                                       | multirasial                                | negri                                      | indieni                                    |
| ------------------------------------------ | ------------------------------------------ | ------------------------------------------ | ------------------------------------------ | ------------------------------------------ |
| 1872                                       | 38,1%                                      | 38,3%                                      | 19,7%                                      | 3,9%                                       |
| 1890                                       | 44,0%                                      | 32,4%                                      | 14,6%                                      | 9%                                         |

Dacă s-ar lua în considerare un raport mai consistent cu grupurile genetice în gradarea amestecului genetic (de exemplu, care nu s-ar grupa persoanele cu un grad echilibrat de ascendență africană și neafricană în grupul negrilor în loc de cel multirasial, spre deosebire de alte părți din America Latină, unde oamenii cu descendență africană tind să fie masiv clasificați ca metiși), în Brazilia mai mulți oameni s-ar raporta ca fiind albi și pardo (47,7%, respectiv 42,4% din populație în 2010), deoarece prin cercetări se crede că populația ar avea între 65 și 80% ascendență autozomală europeană, în medie (de asemenea >35% din mt-ADN european și >95% din Y-ADN european).
Din ultimele decenii ale Imperiului și până în anii 1950, proporția populației albe a crescut semnificativ, pe măsură ce Brazilia a primit 5,5 milioane de imigranți între 1821 și 1932, nu cu mult în urma vecinei Argentina, cu 6,4 milioane, și a primit mai mulți imigranți europeni în istoria sa colonială decât Statele Unite. Între 1500 și 1760, 700.000 de europeni s-au stabilit în Brazilia, în timp ce 530.000 de europeni s-au stabilit în Statele Unite în aceeași perioadă. Astfel, construcția istorică a rasei în societatea braziliană s-a ocupat în primul rând de gradații între persoane de ascendență majoritar europeană și grupuri minoritare mici, cu o cantitate altfel mai mică din acestea în timpurile recente.

#### Uniunea Europeană
Potrivit Consiliului Uniunii Europene :
| “                      | Uniunea Europeană respinge teoriile care încearcă să determine existența unor rase umane separate. | ” |
| — Directive 2000/43/EC | |   |

Uniunea Europeană folosește termenii de origine rasială și origine etnică în mod sinonim în documentele sale și, potrivit acesteia, „utilizarea termenului «origine rasială» în această directivă nu implică acceptarea unor astfel de teorii [rasiale]”. Haney López⁠(d) avertizează că folosirea „rasei” drept categorie în cadrul legislației tinde să-și legitimeze existența în imaginarul popular. În contextul geografic divers al Europei, etnia și originea etnică sunt, probabil, mai rezonante și sunt mai puțin grevate de bagajele ideologice asociate cu „rasa”. În context european, rezonanța istorică a „rasei” subliniază natura sa problematică. În unele state, este puternic asociată cu legile promulgate de guvernele naziste și fasciste din Europa în deceniile anilor 1930 și 1940. Într-adevăr, în 1996, Parlamentul European a adoptat o rezoluție prin care se afirma că „termenul ar trebui, așadar, evitat în toate textele oficiale”.
Conceptul de origine rasială se bazează pe noțiunea că ființele umane pot fi separate în „rase” biologic distincte, idee respinsă în general de comunitatea științifică. Întrucât toate ființele umane aparțin aceleiași specii, ECRI⁠(d) (Comisia Europeană împotriva Rasismului și Intoleranței) respinge teoriile bazate pe existența unor „rase” diferite. Cu toate acestea, în recomandarea sa, ECRI folosește acest termen pentru a se asigura că acele persoane care sunt percepute în mod general și eronat ca aparținând „altei rase” nu sunt excluse de la protecția prevăzută de legislație. Legea afirmă că respinge existența „rasei”, dar penalizează situațiile în care cineva este tratat mai puțin favorabil pe acest motiv.

#### Statele Unite
Imigranții din Statele Unite proveneau din toate regiunile din Europa, Africa și Asia. Ei s-au amestecat⁠(d) între ei și cu locuitorii indigeni ai continentului. În Statele Unite, majoritatea oamenilor care se autoidentifică drept afro-americani au și strămoși europeni⁠(d), în timp ce mulți oameni care se identifică drept euro-americani⁠(d) au și strămoși africani sau amerindieni.
Încă din istoria timpurie a Statelor Unite, amerindienii, afro-americanii și americanii europeni au fost clasificați ca aparținând unor rase diferite. Eforturile de a trasa amestecul între grupuri au condus la o proliferare de categorii, cum ar fi mulatru și octoroon⁠(d). Criteriile de apartenență la aceste rase au mers în direcții diferite la sfârșitul secolului al XIX-lea. În timpul Perioadei de Reconstrucție, un număr tot mai mare de americani au început să-i considere negri pe toți cei care au „o picătură⁠(d)” de „sânge negru”, indiferent de aspect. Până la începutul secolului al XX-lea, această noțiune a devenit statutară în multe state. Amerindienii continuă să fie definiți printr-un anumit procent de „sânge indian” (numit cuantumul de sânge⁠(d)). Pentru a fi alb trebuia să fii cunoscut cu descendență albă „pură”. Regula unei picături sau regula hipodescentă⁠(d) se referă la convenția de a defini o persoană ca fiind neagră din punct de vedere rasial dacă are vreo ascendență africană cunoscută. Această regulă însemna că cei care erau de rasă mixtă, dar cu oarecare ascendență africană perceptibilă erau definiți drept negri. Regula unei picături este specifică nu numai celor cu ascendență africană, ci și Statelor Unite, ceea ce o face o experiență particulară a afro-americanilor.
Recensămintele efectuate începând cu 1790 în Statele Unite au creat un stimulent pentru a stabili categorii rasiale și a încadra oamenii în aceste categorii.
Termenul „Hispanic⁠(d)” ca etnonim a apărut în secolul al XX-lea, odată cu creșterea migrației muncitorilor din țările de limbă spaniolă⁠(d) din America Latină în Statele Unite. Astăzi, se mai folosește adesea și cuvântul „latino” ca sinonim pentru „hispanic”. Definițiile ambilor termeni nu sunt specifice rasei și includ persoane care se consideră a fi din rase distincte (negri, albi, amerindieni, asiatici și metiși). Cu toate acestea, există o concepție greșită comună în SUA că hispanic/latino ar fi o rasă sau, uneori, chiar că originile naționale, cum ar fi mexican, cubanez, columbian, salvadorean etc. sunt rase. Spre deosebire de „latino” sau „hispanic”, „Anglo⁠(d)” se referă la americani albi nehispanici sau americanii de origine europeană⁠(d) nehispanici, cei mai mulți dintre ei vorbitori de limba engleză, dar nu neapărat de origine engleză.

## Viziuni interdisciplinare de-a lungul timpului

### Antropologie
Conceptul de clasificare a raselor în antropologia fizică și-a pierdut credibilitatea în jurul anilor 1960 și este acum considerat neștiințific. Asociația Americană de Antropologie Fizică⁠(d) declara în 2019:
Rasa nu oferă o reprezentare corectă a variației biologice umane. Nu a fost niciodată exact în trecut și rămâne inexactă atunci când se folosește cu referire la populațiile umane contemporane. Oamenii nu sunt împărțiți biologic în tipuri continentale distincte sau grupuri genetice rasiale. Conceptul occidental de rasă trebuie înțeles doar ca un sistem de clasificare care a apărut din și în sprijinul colonialismului european, opresiunii și discriminării.
Wagner și colab. (2017) au cercetat opiniile a 3.286 de antropologi americani despre rasă și genetică, inclusiv antropologi culturaliști și biologi. S-a constatat un consens în rândul acestora că rasele biologice nu există la oameni, dar această rasă există în măsura în care experiențele sociale ale membrilor diferitelor rase pot avea efecte semnificative asupra sănătății.
Wang, Štrkalj și colab. (2003) au examinat utilizarea rasei ca concept biologic în lucrările de cercetare publicate în singura revistă științifică de antropologie biologică din China, Acta Anthropologica Sinica. Studiul a arătat că conceptul de rasă este utilizat pe scară largă în rândul antropologilor chinezi. Într-o lucrare de recenzie din 2007, Štrkalj a sugerat că contrastul puternic al abordării rasiale între Statele Unite și China se datorează faptului că rasa este un factor de coeziune socială în rândul populației etnice diverse din China, în timp ce „rasa” este o problemă foarte sensibilă în America și se consideră că abordarea rasială subminează coeziunea socială – cu rezultatul că, în contextul socio-politic al mediului academic american, oamenii de știință sunt încurajați să nu folosească categorii rasiale, în timp ce în China sunt încurajați să le folosească.
Lieberman et al. într-un studiu din 2004 au cercetat acceptarea rasei ca concept în rândul antropologilor din Statele Unite, Canada, zonele vorbitoare de spaniolă, Europa, Rusia și China. Respingerea rasei a variat de la mare la scăzută, cu cea mai mare rată de respingere în Statele Unite și Canada, o rată moderată de respingere în Europa și cea mai scăzută rată de respingere în Rusia și China. Metodele utilizate în studiile raportate au inclus chestionare și analiza de conținut.
Kaszycka și colab. (2009) în 2002–2003 au chestionat opiniile antropologilor europeni cu privire la conceptul de rasă biologică. Trei factori – țara de studii academice, disciplina și vârsta – au fost considerate semnificative în diferențierea răspunsurilor. Cei educați în Europa de Vest, antropologii fizici și persoanele de vârstă mijlocie au respins rasa mai frecvent decât cei educați în Europa de Est, cei din alte ramuri ale științei și cei din generațiile mai tinere și mai în vârstă. „Sondajul arată că opiniile despre rasă sunt influențate sociopolitic (ideologic) și foarte dependente de educație”.

#### Statele Unite
Începând cu a doua jumătate a secolului al XX-lea, antropologia fizică din Statele Unite s-a îndepărtat de la înțelegerea tipologică a diversității biologice umane și s-a apropiat de o perspectivă genomică și bazată pe populații. Antropologii au avut tendința de a înțelege rasa ca o clasificare socială a oamenilor bazată pe fenotip și ascendență, precum și pe factori culturali, așa cum este înțeles conceptul în științele sociale. Din 1932, un număr tot mai mare de manuale universitare care introduc antropologia fizică au respins rasa drept concept valid: din 1932 până în 1976, doar șapte din treizeci și două respingeau rasele; din 1975 până în 1984, treisprezece din treizeci și trei respingeau rasele; din 1985 până în 1993, treisprezece din nouăsprezece respingeau rasele. Potrivit unui articol de revistă academică, dacă 78% dintre articolele din 1931 Journal of Physical Anthropology foloseau acești termeni sau pe unii aproape sinonimi care reflectau o paradigmă bio-rasială, doar 36% mai făceau acest lucru în 1965 și doar 28%  în 1996.
O „Declarație privind «rasele»” din 1998, compusă de un comitet restrâns de antropologi și emisă de consiliul executiv al Asociației Americane de Antropologie⁠(d), care susține că „reprezintă în general gândirea contemporană și pozițiile academice ale unei majorități a antropologilor”, declară:
În Statele Unite, atât specialiștii cât și publicul general au fost condiționați să vadă rasele umane ca fiind diviziuni naturale și separate în cadrul speciei umane pe baza unor diferențe fizice vizibile. Odată cu larga expansiune a cunoașterii științifice din acest secol, a devenit însă clar că populațiile umane nu sunt grupuri distincte biologic, neambigue, clar demarcate, ci produse ale circumstanțelor istorice și contemporane de ordin  social, economic, educativ, și politic. Dovezile din analiza genetică (de ex. ADN) indică că cea mai multă variație fizică, circa 94%, se manifestă în interiorul așa-numitelor grupuri rasiale. Grupările „rasiale” convenționale geografice diferă unul de altul în doar 6% din genele lor. Aceasta înseamnă că există mai multă variație în interiorul grupurilor „rasiale” decât de la un grup la altul. În populațiile învecinate există multă suprapunere a genelor și a expresiilor lor fenotipice (fizice). De-a lungul istoriei, oricând grupuri diferite au intrat în contact, s-au amestecat. Împărtășirea continuă de material genetic a menținut toată omenirea ca o singură specie. ...
Un studiu anterior, realizat în 1985 (Lieberman et al. 1992), a întrebat 1.200 de oameni de știință americani câți nu sunt de acord cu următoarea propoziție: „Există rase biologice în specia Homo sapiens”. Dintre antropologi, răspunsurile au fost:
- antropologi fiziciști: 41%
- antropologi culturaliști: 53%[170]

Studiul lui Lieberman a mai arătat că mai multe femei resping conceptul de rasă decât bărbații.
Același sondaj, realizat din nou în 1999, a arătat că numărul antropologilor care nu erau de acord cu ideea de rasă biologică a crescut substanțial. Rezultatele au fost următoarele:
- antropologi fiziciști: 69%
- antropologi culturali: 80%

O linie de cercetare efectuată de Cartmill (1998) părea, totuși, să limiteze sfera de aplicare a constatării lui Lieberman că există „un grad semnificativ de schimbare a statutului conceptului de rasă”. Goran Štrkalj a susținut că acest lucru se poate datora faptului că Lieberman și colaboratorii s-au uitat la toți membrii Asociației Americane de Antropologie, indiferent de domeniul lor de interes de cercetare, în timp ce Cartmill s-a uitat în mod specific la antropologii biologi interesați de variația umană.
În 2007, Ann Morning⁠(d) a intervievat peste 40 de biologi și antropologi americani și a constatat dezacorduri semnificative cu privire la natura rasei, niciun punct de vedere nu deținea o majoritate între niciunul dintre grupuri. Morning susținea, de asemenea, că o a treia poziție, „antiesențialismul”, care susține că rasa nu este un concept util pentru biologi, ar trebui introdusă în această dezbatere pe lângă „construcționism” și „esențialism”.
Potrivit ediției din 2000 de la Universitatea din Wyoming⁠(d) a unui manual popular de antropologie fizică, antropologii criminaliști⁠(d) susțin în mare măsură ideea realității biologice de bază a raselor umane. Antropologul fizico-legal și profesorul George W. Gill⁠(d) a spus că ideea că rasa este un concept superficial „pur și simplu nu este adevărată, așa cum va afirma orice antropolog criminalist cu experiență” și „multe caracteristici morfologice tind să urmeze granițele geografice care coincid adesea cu zonele climatice. Acest lucru nu este surprinzător, deoarece forțele selective ale climei sunt probabil singurele forțe primare ale naturii care au format rasa umană, în ce privește nu doar culoarea pielii, ci și culoarea părului, structurile osoase subiacente ale nasului, ale pomeților etc. (De exemplu, nasurile mai proeminente umidifică mai bine aerul.)” Deși poate vedea argumente bune pentru ambele părți, negarea completă a dovezilor opuse "pare să provină în mare măsură a fi motivată socio-politică și nu științific". El afirmă, de asemenea, că mulți antropologi biologici văd rasele ca fiind reale, dar „nici un manual introductiv de antropologie fizică nu prezintă măcar această perspectivă ca o posibilitate. Într-un caz atât de flagrant ca acesta, nu avem de-a face cu știință, ci mai degrabă cu o cenzură flagrantă, motivată politic”.
Ca răspuns parțial la afirmația lui Gill, profesorul de antropologie biologică C. Loring Brace⁠(d) susține că motivul pentru care profanii și antropologii biologi pot determina ascendența geografică a unui individ poate fi explicat prin faptul că caracteristicile biologice sunt distribuite clinal pe întreaga planetă, dar aceasta nu se traduce în conceptul de rasă. El afirmă:
Ați putea întreba: de ce să nu numim «rase» aceste tipare regionale? De fapt, putem, și o și facem, dar aceasta nu le face să fie entități biologice coerente. «Rasele» definite într-un astfel de mod sunt produse ale percepției noastre. ... Ne dăm seama de aceasta în extremele tranzitului – de la Moscova la Nairobi, poate – există o schimbare majoră dar treptată a culorii pielii de la ceea ce eufemistic numim alb și negru, și că aceasta este în legătură cu diferența de latitudine în intensitatea componentei ultraviolete a luminii solare. Ceea ce nu vedem, însă, este pleiada de alte trăsături care sunt distribuite într-o manieră nelegată de intensitatea radiației ultraviolete. În ce privește culoarea pielii, toate populațiile nordice ale Lumii Vechi sunt mai deschise la culoare decât locuitorii din vechime de lângă Ecuator. Deși europenii și chinezii sunt evident diferiți, la culoarea pielii ei se aseamănă mai mult unii cu alții decât cu africanii ecuatoriali. Dar dacă testăm distribuția foarte cunoscutului sistem de grupe de sânge ABO, atunci europenii și africanii sunt mult mai apropiați între ei decât oricare din ei de chinezi.
Conceptul de „rasă” este încă folosit uneori în antropologia criminalistică⁠(d) (când se analizează rămășițele scheletice), cercetarea biomedicală⁠(d) și medicina bazată pe rasă⁠(d). Brace i-a criticat pe antropologii criminaliști pentru acest lucru, argumentând că de fapt ar trebui să vorbească despre ascendența regională. El susține că, în timp ce antropologii criminalistici pot determina că unele rămășițe scheletică provin de la o persoană cu strămoși într-o anumită regiune a Africii, categorizarea acelui schelet ca fiind „negru” este o categorie construită social, care are semnificație doar în contextul social particular al Statelor Unite și care în sine nu este valabilă științific.

### Biologie, anatomie și medicină
În același sondaj din 1985 (Lieberman et al. 1992), 16% dintre biologii chestionați și 36% dintre psihologii de dezvoltare chestionați nu erau de acord cu afirmația: „Există rase biologice în specia Homo sapiens ”.
Autorii studiului au examinat și 77 de manuale universitare de biologie și 69 de antropologie fizică publicate între 1932 și 1989. Textele de antropologie fizică au susținut că rasele biologice există până în anii 1970, când au început să susțină că rasele nu există. În schimb, manualele de biologie nu au suferit o astfel de inversare, dar multe au renunțat cu totul la discuția despre rasă. Autorii au atribuit acest lucru biologilor care încearcă să evite discutarea implicațiilor politice ale clasificărilor rasiale și discuțiilor în curs în lumea biologilor despre validitatea ideii de „subspecie”. Autorii au concluzionat: „Conceptul de rasă, care maschează asemănarea genetică copleșitoare a tuturor popoarelor și tiparele de variație în mozaic care nu corespund diviziunilor rasiale, nu este doar disfuncțională din punct de vedere social, dar este și de neapărat din perspectivă biologică (pp. 5 18–5 19).” (Lieberman et al. 1992, pp. 316–17)
O examinare în 1994 a 32 de manuale de știință a sportului în limba engleză a constatat că 7 (21,9%) susțineau că există diferențe biofizice datorate rasei care ar putea explica diferențele de performanță sportivă, 24 (75%) nu au menționat și nu au infirmat conceptul și 1 (3,1%) și-a exprimat prudență față de idee.
În februarie 2001, editorii de la Archives of Pediatrics and Adolescent Medicine⁠(d) le-au cerut „autorilor să nu folosească rasa și etnia atunci când nu există niciun motiv biologic, științific sau sociologic pentru a face acest lucru”. Editorii au mai declarat că „analiza după rasă și etnie a devenit un reflex analitic necontrolat”. Nature Genetics le cere acum autorilor „să explice de ce folosesc anumite grupuri etnice sau populații și cum a fost realizată clasificarea”.
Morning (2008) a analizat manualele de biologie din liceu în perioada 1952–2002 și a găsit inițial un tipar similar, cu doar 35% discutând direct despre rasă în perioada 1983–92, față de 92% inițial făcând acest lucru. După acel moment, procentul a crescut oarecum la 43%. Discuțiile mai indirecte și scurte despre rasă în contextul tulburărilor medicale au crescut de la niciunul la 93% din manuale. În general, materialul despre rasă s-a mutat de la trăsături superficiale la genetică și istorie evolutivă. Studiul susține că mesajul fundamental al manualelor despre existența raselor s-a schimbat foarte puțin.
Studiind opiniile despre rasă în comunitatea științifică în 2008, Morning a concluzionat că biologii nu au reușit să ajungă la un consens clar și adesea s-au împărțit pe linii culturale și demografice. Ea notează: „În cel mai bun caz, se poate concluziona că biologii și antropologii par acum împărțiți în mod egal în ceea ce privește convingerile lor despre natura raselor”.
Gissis (2008) a examinat mai multe reviste științifice importante, americane și britanice, din domeniul geneticii, epidemiologiei și medicinei după conținutul lor în perioada 1946-2003. El a scris că „Pe baza constatărilor mele, susțin că categoria de rasă a dispărut doar aparent din discursul științific după al Doilea Război Mondial și a avut o utilizare fluctuantă, dar continuă în perioada 1946-2003, și a devenit chiar mai pronunțată de la începutul anilor 1970 încolo”.
33 de cercetători din domeniul serviciilor de sănătate din diferite regiuni geografice au fost intervievați într-un studiu din 2008. Cercetătorii au recunoscut problemele cu variabilele rasiale și etnice, dar majoritatea credeau că aceste variabile sunt necesare și utile.
O examinare din 2010 a 18 manuale de anatomie în engleză utilizate pe scară largă a constatat că toate reprezentau variații biologice umane în moduri superficiale și învechite, multe dintre ele utilizând conceptul de rasă în moduri care erau curente în antropologia anilor 1950. Autorii au recomandat ca educația anatomică să descrie variația anatomică umană mai detaliat și să se bazeze pe cercetări mai noi care demonstrează inadecvarea tipologiilor rasiale simple.
Un studiu din 2021, care a examinat peste 11.000 de lucrări din 1949 până în 2018 în American Journal of Human Genetics⁠(d), a constatat că „rasele” sunt folosite în doar 5% dintre lucrările publicate în ultimul deceniu, în scădere de la 22% în primul. Împreună cu o creștere a utilizării termenilor „etnie”, „ascendență” și a termenilor bazați pe locație, sugerează că geneticienii umani au abandonat în mare parte termenul „rasă”.
Academiile Naționale de Științe, Inginerie și Medicină⁠(d) (NASEM), susținute de Institutul Național de Sănătate⁠(d) din SUA, au declarat oficial că „cercetătorii nu ar trebui să folosească rasa ca proxy pentru a descrie variația genetică umană”. Raportul Comitetului său privind utilizarea rasei, etniei și strămoșilor ca descriptori ai populației în cercetarea genomică, intitulat Using Population Descriptors in Genetics and Genomics Research, a fost lansat pe 14 martie 2023. Raportul spunea: „La oameni, rasa este o denumire construită social, un surogat înșelător și dăunător pentru diferențele genetice ale populației și are o istorie lungă de a fi identificată incorect ca motiv genetic major pentru diferențele fenotipice dintre grupuri”. Copreședinții comitetului, Charmaine D. Royal⁠(d) și Robert O. Keohane⁠(d) de la Universitatea Duke au fost de acord în cadrul întâlnirii: „clasificarea oamenilor după rasă este o practică implicată în rasism și înrădăcinată în el”.

### Sociologie
Lester Frank Ward⁠(d) (1841–1913), considerat a fi unul dintre fondatorii sociologiei americane, a respins noțiunile conform cărora ar exista diferențe fundamentale care disting o rasă de alta, deși a recunoscut că condițiile sociale diferă dramatic în funcție de rasă. La începutul secolului al XX-lea, sociologii au privit conceptul de rasă în moduri care au fost modelate de rasismul științific⁠(d) din secolul al XIX-lea și începutul secolului al XX-lea. Mulți sociologi se concentrau pe afro-americani, numiți la acea vreme negroes, și susțineau că sunt inferiori albilor. Sociologa albă Charlotte Perkins Gilman⁠(d) (1860–1935), de exemplu, folosea argumente biologice pentru a susține inferioritatea afro-americanilor. Sociologul american Charles H. Cooley⁠(d) (1864–1929) a teoretizat că diferențele dintre rase sunt „naturale” și că diferențele biologice au ca rezultat diferențe în abilitățile intelectuale. Edward Alsworth Ross⁠(d) (1866–1951) o figură importantă în întemeierea sociologiei americane și un eugenist, credea și el că albii sunt rasa superioară și că există diferențe esențiale de „temperament” între rase. În 1910, Journal a publicat un articol al lui Ulysses G. Weatherly⁠(d) (1865–1940) care revendica supremația albilor și segregarea raselor pentru a proteja puritatea rasială.
WEB Du Bois⁠(d) (1868–1963), unul dintre primii sociologi afro-americani, a fost primul sociolog care a folosit concepte sociologice și metode de cercetare empirice pentru a analiza rasele drept construct social în loc de realitate biologică. Începând din 1899, cu cartea sa The Philadelphia Negro, Du Bois a studiat și a scris despre rasă și rasism de-a lungul carierei sale. În lucrarea sa, el a susținut că clasele sociale, colonialismul și capitalismul au modelat ideile despre rasă și categoriile rasiale. Oamenii de științe sociale au abandonat în mare măsură rasismul științific și motivația biologică pentru schemele de clasificare rasială până în anii 1930. Alți sociologi timpurii, în special cei asociați cu Școala de la Chicago⁠(d), i s-au alăturat lui Du Bois în teoretizarea rasei ca un fapt construit social. Până în 1978, William Julius Wilson⁠(d) a susținut că rasa sistemele de clasificare rasială erau în declin ca importanță și că, în schimb, clasa socială descrie mai precis ceea ce sociologii înțeleseseră mai devreme prin rasă. Până în 1986, sociologii Michael Omi⁠(d) și Howard Winant⁠(d) au reușit să introducă conceptul de formare rasială⁠(d) pentru a descrie procesul prin care sunt create categoriile rasiale. Omi și Winant afirmă că „nu există nicio bază biologică pentru a face distincția între grupurile umane pe criterii de rasă”.
Eduardo Bonilla-Silva⁠(d), profesor de sociologie la Universitatea Duke, remarcă: „Susțin că rasismul este, mai mult decât orice altceva, o chestiune de putere de grup; este vorba despre un grup rasial dominant (albii) care se străduiește să-și mențină avantajele sistemice, și minoritățile care luptă pentru a submina status quo-ul rasial”.
Astăzi, sociologii înțeleg în general rasa și categoriile rasiale ca fiind construite social și resping schemele de clasificare rasială care depind de diferențele biologice.

## Utilizări politice și practice

### Biomedicină
În Statele Unite, politica guvernului federal promovează utilizarea datelor clasificate rasial pentru a identifica și aborda disparitățile sanitare dintre grupurile rasiale sau etnice. În mediile clinice, rasele sunt uneori luate în considerare în diagnosticarea și tratamentul afecțiunilor medicale. Medicii au observat că unele afecțiuni medicale sunt mai răspândite în anumite grupuri rasiale sau etnice decât în altele, fără a fi siguri de cauza acelor diferențe. Interesul recent pentru medicina bazată pe rasă⁠(d), sau farmacogenomica⁠(d) orientată pe rasă, a fost alimentat de proliferarea datelor genetice umane care a urmat decodării genomului uman în primul deceniu al secolului al XXI-lea. Există o dezbatere activă în rândul cercetătorilor din biomedicină cu privire la semnificația și importanța rasei în cercetarea lor. Susținătorii utilizării categoriilor rasiale în biomedicină susțin că utilizarea continuă a categorizărilor rasiale în cercetarea biomedicală și practica clinică face posibilă aplicarea unor noi descoperiri genetice și oferă un indiciu pentru diagnostic. Pozițiile cercetătorilor din biomedicină cu privire la rasă se încadrează în două tabere principale: cei care consideră că conceptul de rasă nu are nicio bază biologică și cei care consideră că are potențialul de a fi semnificativ din punct de vedere biologic. Membrii acestei din urmă tabere își bazează adesea argumentele pe potențialul de a crea medicină personalizată⁠(d) bazată pe genom.
Alți cercetători subliniază că găsirea unei diferențe în prevalența bolilor între două grupuri definite social nu implică neapărat cauzalitatea genetică a diferenței. Ei sugerează că practicile medicale ar trebui să-și mențină concentrarea pe individ, mai degrabă decât pe apartenența unui individ la orice grup. Ei susțin că dacă se pune accent excesiv pe contribuțiile genetice la disparitățile de sănătate, există diverse riscuri, cum ar fi consolidarea stereotipurilor, promovarea rasismului sau ignorarea contribuției factorilor negenetici la disparitățile de sănătate. Datele epidemiologice internaționale arată că condițiile de trai, și nu rasa, fac cea mai mare diferență în ceea ce privește rezultatele actului medical, chiar și pentru bolile care au tratamente „specifice rasei”. Unele studii au descoperit că pacienții sunt reticenți în a accepta clasificarea rasială în practica medicală.

### Aplicarea legii
În încercarea de a oferi descrieri generale care ar putea facilita munca ofițerilor de aplicare a legii⁠(d) care caută să rețină suspecți, FBI-ul din Statele Unite folosește termenul „rasă” pentru a rezuma aspectul general (culoarea pielii, textura părului, forma ochilor și alte astfel de caracteristici ușor de observat) al persoanelor pe care încearcă să le captureze. Din perspectiva ofițerilor de aplicare a legii, este în general mai important să se ajungă la o descriere care să sugereze cu ușurință aspectul general al unui individ decât să se facă o clasificare validă științific prin ADN sau alte asemenea mijloace. Astfel, pe lângă atribuirea unei categorii rasiale indivizilor căutați, o astfel de descriere va include: înălțimea, greutatea, culoarea ochilor, cicatrici și alte semne distinctive.
Agențiile de justiție penală din Anglia și Țara Galilor utilizează cel puțin două sisteme separate de clasificare rasială/etnică atunci când raportează infracțiunile, începând cu 2010. Unul este sistemul folosit la Recensământul din 2001 când indivizii se identifică ca aparținând unui anumit grup etnic: W1 (alb-britanic), W2 (alb-irlandez), W9 (orice alt alb); M1 (alb și negru din Caraibe), M2 (alb și negru african), M3 (alb și asiatic), M9 (orice alt metis); A1 (asiatic-indian), A2 (asiatic-pakistanez), A3 (asiatic-Bangladesh), A9 (orice alt asiatic); B1 (caraibian negru), B2 (african negru), B3 (orice alt negru); O1 (chinez), O9 (altele). Celelalte categorii sunt folosite de poliție atunci când identifică vizual pe cineva ca aparținând unui grup etnic, de exemplu în momentul unei opriri și percheziții sau al unei arestări: alb – nord-european (IC1), alb – sud-european (IC2), negru (IC3), asiatic (IC4), chinez, japonez sau sud-est-asiatic (IC5), din mediu-oriental (IC6) și necunoscut (IC0). „IC” înseamnă „Cod de identificare”; aceste elemente sunt denumite și clasificări Phoenix. Ofițerii sunt instruiți să „înregistreze răspunsul care a fost dat” chiar dacă persoana dă un răspuns care poate fi incorect; propria lor percepție asupra originii etnice a persoanei este înregistrată separat. Comparabilitatea informațiilor înregistrate de ofițeri a fost pusă sub semnul întrebării de Oficiul Național de Statistică (ONS) în septembrie 2007, ca parte a Evaluării datelor sale privind egalitatea; o problemă citată a fost numărul de rapoarte care conțineau o etnie de „Nedeclarat”.
În multe țări, precum Franța, statului i se interzice legal să păstreze date bazate pe rasă.
În Statele Unite, practica profilării rasiale⁠(d) a fost considerată atât neconstituțională⁠(d), cât și o încălcare a drepturilor civile. Există o dezbatere activă cu privire la cauza unei corelații marcate între infracțiunile înregistrate, pedepsele aplicate și populațiile țării. Mulți consideră profilarea rasială de facto un exemplu de rasism instituțional⁠(d) în aplicarea legii.
Încarcerarea în masă în Statele Unite are un impact disproporționat asupra comunităților afro-americane și latino-americane. Michelle Alexander, autoarea cărții The New Jim Crow⁠(d): Mass Incarceration in the Age of Colorblindness (2010), susține că încarcerarea în masă este cel mai bine înțeleasă nu doar ca un sistem de închisori supraaglomerate. Încarcerarea în masă este și „mai ampla rețea de legi, reguli, politici și cutume care îi controlează pe acei criminali etichetați atât în închisoare, cât și în afara acesteia”. Ea îl definește în continuare ca „un sistem care încarcerează oamenii nu după gratii reale în închisori reale, ci și în spatele gratiilor virtuale și a zidurilor virtuale”, ilustrând cetățenia de clasa a doua care este impusă unui număr disproporționat de persoane de culoare, în special afro-americani. Ea compară încarcerarea în masă cu legile Jim Crow, afirmând că ambele funcționează ca sisteme de caste rasiale.
Multe rezultate ale cercetărilor par să fie de acord că impactul rasei victimelor în decizia de arestare pentru violențe interpersonale (IPV) ar putea cuprinde o părtinire rasială în favoarea victimelor albe. Un studiu din 2011 într-un eșantion național de arestări pentru fapte de IPV a constatat că arestarea femeilor era mai probabilă dacă victima de sex masculin era albă, iar infractorul era negru, în timp ce arestarea bărbaților era mai probabilă dacă victima de sex feminin era albă. Atât pentru arestarea femeilor, cât și a bărbaților în cazurile de IPV, situațiile care implică cupluri căsătorite aveau mai multe șanse să conducă la arestare în comparație cu cuplurile necăsătorite sau divorțate. Sunt necesare mai multe cercetări pentru a înțelege factorii cauzali și comunitari care influențează comportamentul poliției și modul în care pot fi abordate discrepanțe în intervențiile IPV/instrumentele justiției.
Lucrările recente care utilizează analiza de cluster⁠(d) ADN pentru a determina antecedentele rasiale au fost folosite de unii anchetatori criminaliști pentru a restrânge căutarea identității atât a suspecților, cât și a victimelor. Susținătorii profilării ADN în anchetele penale citează cazuri în care indicii bazate pe analiza ADN s-au dovedit utile, dar practica rămâne controversată în domeniile eticii medicale, a dreptului penal și al poliției.
Constituția Australiei⁠(d) conține o stipulare despre „oamenii de orice rasă pentru care se consideră necesar să se facă legi speciale”, în ciuda faptului că nu există o definiție convenită a rasei descrisă în document.

#### Antropologia criminalistică
În mod similar, antropologii criminaliști⁠(d) se bazează pe caracteristicile morfologice cu ereditate mare ale rămășițelor umane (de exemplu, măsurătorile craniene) pentru a ajuta la identificarea corpului, inclusiv în ceea ce privește rasa. Într-un articol din 1992, antropologul Norman Sauer⁠(d) a remarcat că antropologii au abandonat în general conceptul de rasă ca reprezentare validă a diversității biologice umane, cu excepția antropologilor criminaliști. El punea întrebarea: „Dacă rasele nu există, atunci de ce sunt antropologii criminaliști atât de pricepuți la identificarea lor?” El a tras concluzia:
Atribuirea reușită a rasei unui specimen scheletic nu este o reabilitare a conceptului de rasă, ci mai degrabă predicția ca un individ să fi fost, în timpul vieții, alocat unei categorii «rasiale» particulare construite social. Un specimen poate prezenta trăsături care să sugereze ascendență africană. În această țără, acea persoană este probabil să fi fost etichetată drept neagră, indiferent dacă există sau nu o asemenea rasă în natură.
Identificarea ascendenței unui individ depinde de cunoașterea frecvenței și distribuției trăsăturilor fenotipice într-o populație. Acest lucru nu necesită utilizarea unei scheme de clasificare rasială bazată pe trăsături fără legătură unele cu altele, deși conceptul de rasă este utilizat pe scară largă în contexte medicale și juridice din Statele Unite. Unele studii au arătat că rasele pot fi identificate cu un grad ridicat de acuratețe folosind anumite metode, cum ar fi cea dezvoltată de Giles și Elliot. Cu toate acestea, această metodă uneori nu poate fi replicată în alte vremuri istorice și în alte locuri din lume; de exemplu, când metoda a fost re-testată pentru a-i identifica pe băștinașii americani, rata medie de precizie a scăzut de la 85% la 33%. Informațiile prealabile despre individ (de exemplu, datele de recensământ) sunt și ele importante pentru a permite identificarea exactă a „rasei” individului.
Într-o abordare diferită, antropologul C. Loring Brace⁠(d) spunea:
Răspunsul simplu este că, ca membri ai societății care pune întrebarea, ei sunt imersați în convențiile sociale care determină răspunsul așteptat. Ar trebui să fie conștienți și de inacuratețea biologică conținută în acel răspuns „corect politic”. Analiza scheletului nu dă o evaluare directă a culorii pielii, dar poate permite o estimare precisă a originii geografice inițiale. Ascendența africană, est-asiatică, și europeană pot fi specificate cu grad mare de acuratețe. Africa, desigur, înseamnă «negru», dar «negru» nu înseamnă african.
În asociere cu un program NOVA în 2000 despre rasă, el a scris un eseu care se opune folosirii termenului.
Un studiu din 2002 a constatat că aproximativ 13% din variațiile craniometrice umane existau între regiuni, în timp ce 6% existau între populațiile locale din regiuni și 81% în interiorul populațiilor locale. În schimb, modelul opus al variației genetice a fost observat pentru culoarea pielii (care este adesea folosită pentru a defini rasa), cu 88% variație între regiuni. Studiul a concluzionat: „Repartizarea diversității genetice în culoarea pielii este atipică și nu poate fi utilizată în scopuri de clasificare”. În mod similar, un studiu din 2009 a constatat că craniometria ar putea fi utilizată cu precizie pentru a determina din ce parte a lumii provine cineva pe baza craniului său; cu toate acestea, acest studiu a constatat și că nu existau limite bruște care să separe variația craniometrică în grupuri rasiale distincte. Un alt studiu din 2009 a arătat că albii și negrii americani aveau morfologii scheletice diferite și că există modele semnificative în variația acestor trăsături în interiorul continentelor. Aceasta sugerează că clasificarea oamenilor în rase pe baza caracteristicilor scheletice ar necesita definirea unui număr foarte mare de „rase” diferite.
În 2010, filozoful Neven Sesardić⁠(d) a susținut că atunci când mai multe trăsături sunt analizate în același timp, antropologii criminaliști pot clasifica rasa unei persoane cu o precizie de aproape 100% doar pe baza resturilor osoase. Afirmația lui Sesardić a fost contestată de filozoful Massimo Pigliucci⁠(d), care l-a acuzat pe Sesardić că „culege dovezile științifice și ajunge la concluzii care sunt contrazise de acestea”. Mai exact, Pigliucci a susținut că Sesardić a denaturat o lucrare a lui Ousley și colab. (2009) și că a neglijat să menționeze că aceștia identificaseră diferențieri nu doar între indivizi din diferite rase, ci și între indivizi din diferite triburi, medii locale și perioade de timp.